# Estadio Nacional Dennis Martínez
Das Estadio Nacional Dennis Martínez war ein Sportstadion in Managua, Nicaragua. Es wurde überwiegend für Baseball- und Fußballspiele, aber auch für Konzerte und religiöse Großveranstaltungen genutzt.

## Namensgebung
Das Stadion wurde drei Mal umbenannt. Zuerst hieß es „El Estadio Nacional“. Nach dem Wiederaufbau infolge des Erdbebens vom 23. Dezember 1972, durch das Managua zu 90 Prozent zerstört wurde, wurde es nach Anastasio Somoza García benannt. Nach der sandinistischen Revolution von 1979 erfolgte die Namensgebung nach Rigoberto López Pérez, der 1956 ein Attentat auf Anastasio Somoza García verübt hatte. Ab dem 20. November 1998, dem 50. Jahrestag der Stadioneröffnung, hieß es „Estadio Nacional Dennis Martínez“. Dennis Martinez war der erste Nicaraguaner, der in der Major League Baseball spielte.
2023 wurde das Stadion abgerissen. Auf dem Grundstück soll ein neuer Sportkomplex errichtet werden, welcher ein Baseball- und ein Fußballstadion, ein Baseball-Trainingsgelände sowie ein Museum umfasst.